# Fraortes (rei)
Fraortes (em persa: 𐎳𐎼𐎺𐎼𐎫𐎡, romaniz.: Fravartiš ou Frâda; em grego: Φραόρτης; reinou de 678 a 625 a.C.) foi o segundo rei do Império Medo, filho e sucessor de Déjoces. Fraortes era originalmente um chefe de aldeia de Carcachi, mas depois subjugou os persas e vários outros povos asiáticos, eventualmente formando uma coalizão anti-assíria de medos e cimérios. Ele morreu quando sitiava Nínive, e foi sucedido por seu filho Ciaxares, que reinou por quarenta anos; em boa parte deste período, porém, a Ásia esteve submetida aos citas. Alguns estudiosos identificaram Fraortes com um chefe medo Castariti, apesar de ser uma identificação duvidosa.